# Harald Bohr
Harald August Bohr, danski nogometaš in matematik, * 22. april 1887, † 22. januar 1951.
Sodeloval je na nogometnemu delu poletnih olimpijskih iger leta 1908.
Njegov starejši brat je bil fizik Niels Henrik David Bohr.